# ER = EPR
ER = EPR je v fiziki izraz za domnevo, ki pravi da sta prepletena delca povezana s črvino (oziroma z Einstein-Rosenovim mostom), in je lahko morda osnova za poenotenje splošne teorije relativnosti in kvantne mehanike v teorijo vsega (kvantno teorijo gravitacije).

## Pregled
Domnevo sta predlagala Leonard Susskind in Juan Maldacena leta 2013. Predlagala sta, da je neprehodna črvina (Einstein-Rosenov most ali most ER) enakovredna paru maksimalno prepletenih črnih lukenj. EPR se nanaša na kvantno prepletenost (paradoks Einsteina, Podolskega in Rosena).
Prvi del izraza je izpeljan iz prvih črk priimkov avtorjev, ki sta napisala prvi članek o črvinah – Albertu Einsteinu in Nathanu Rosenu, drugi del pa po priimkih avtorjev, ki so napisali prvi članek o kvantni prepletenosti – Einsteinu, Borisu Podolskem in Rosenu. Oba članka sta bila objavljena leta 1935, vendar avtorji oba koncepta med seboj niso posebej povezali.
Prvi posredni dokaz za ER = EPR je, da je določen prepleteni par realiziran kot most ER prek korespondence AdS/CFT. Maldacena je leta 1997 domneval, da so enačbe teorije strun, ki opisujejo gravitacijo v določeni prostornini prostora-časa, enake tistemu naboru kvantnih enačb, ki opisujejo površino te prostornine. Če je moč rešiti enačbe površine, se lahko dobi veljavno teorijo, ki opisuje gravitacijo znotraj te površine. Njegov pristop tedaj je bil hraber korak naprej, fiziki pa so ugotovili da velja. Maldacenov dualizem je tako pokazal, da lahko črvina nastane le, če sta zunanjosti obeh črnih lukenj kvantno prepleteni.

### Domnevna razrešitev
Domneva naj bi bila razrešitev paradoksa požarnega zidu AMPS, predlaganega leta 2012. Ali opazovalec pri padanju v črno luknjo blizu njenega dogodkovnega obzorja doživi takšen curek visokoenergijskih kvantov ali ne, je odvisno od tega kaj se vrže v drugo oddaljeno črno luknjo. Ker zid leži znotraj dogodkovnega obzorja, ni možno nobeno zunanje signaliziranje s hitrostmi večjimi od hitrosti svetlobe.
Domneva je ekstrapolacija opazovanja Marka Van Raamsdonka, da je maksimalno razširjena antidesittrovska črna luknja (osamljeno masivno telo z negativno kozmološko konstanto, ki je neprehodna črvina) dualna paru maksimalno prepretenih konformnih teorij polja prek korespondence AdS/CFT.
Sussking in Maldacena sta podprla svojo domnevo s tem, da sta pokazala kako nastanek para nabitih črnih lukenj v ozadju magnetnega polja vodi do prepletenih črnih lukenj, in tudi po Wickovem vrtenju na črvino.
Susskind in Maldacena sta si zamislila zbir vseh Hawkingovih delcev in jih zbila skupaj dokler se niso sesedli v črno luknjo. Takšna črna luknja bi bila prepletena in tako prek črvine povezana z izvirno črno luknjo. Ta zvijača je pretvorila zmedeni nered Hawkingovih delcev, ki so paradoksalno prepleteni tako s črno luknjo in med seboj, v dve črni luknji, povezani s črvino. Na ta način se prepreči preobremenitev prepletanja in problem požarnega zidu izgine.— Science News
Domneva se ne ujema dobro z linearnostjo kvantne mehanike. Prepleteno stanje je linearna superpozicija ločljivih stanj. Ločljiva stanja domnevno niso povezana s kakšno črvino, ampak je njihova superpozicija.
Avtorja sta domnevala še naprej in zatrdila, da je vsak prepleteni par delcev, tudi tistih, ki se jih običajno nima za črne luknje, ali pari delcev z različnimi masami ali spini, ter z nenasprotnimi naboji, povezan s črvinami na velikosti Planckove dolžine.
Domneva ER = EPR vodi do večje domneve, da je geometrija prostora, časa in gravitacije določena s prepletenostjo.